# Projekt 1171 Tapir
A 1171 tervszámú, Tapir (NATO-kódja: Alligator-class) kódnevű hajók szovjet partraszállító hajók alkotta hajóosztály, amelyet 1964-től építettek ės 1965-ben állítottak szolgálatba a Szovjet Haditengerészetnél. A hajók szovjet terminológia szerint a nagy deszanthajó (orosz rövidítéssel BDK – Bolsoj gyeszantnij korabl) kategóriába tartoztak. Összesen 14 darabot építettek. Napjainkban már csak néhány példánya üzemel.

## Története
Tervezése az 1960-as évek elején kezdődött a leningrádi CKB–50 tervezőirodában, majd a projekt 1963-ban átkerült a CKB–17 tervezőirodához (napjaikban Névai Tervezőiroda).